# Ђулсија
Ђулсија је сок од ружиних латица. Део је традиционалне санџачке кухиње и данас се припрема у Сјеници, Тутину и Новом Пазару. Налази се у понуди новопазарских кафечајница.
Ђулсија има необичан и пријатан укус, боју и мирис. Добро расхлађен представља освежење у топлим данима. Поред ђулсије, од ружиних латица припрема се и слатко, ликер и ратлук.

## Име
Име „ђулсија” (вода из руже) потиче од турске речи „ђул” (тур. gül), што значи „ружа” и „су” (тур. su), што значи „вода ”.

## Историја
Становници Новог Пазара, Тутина и Сјенице су поносни на свој део традиције повезан са припремом и употребом ђулсије. Према сведочењима најстаријих Пазараца, некада су се на прозорима скоро сваке куће, током сунчаних летњих дана, могле видети тегле са латицама ружа. Латице би временом пустиле боју и офарбале сок у нежно ружичасту боју. Сок се служио у малим стакленим чашама, шећер се сервирао одвојено на столу, где би свако додао онолико шећера колико воли да заслади сок и ужива у њему. Ђулсија је некада била традиционални напитак којим су се у овим крајевима дочекивали гости.
Ружа је, иначе, омиљена биљка код Бошњака на простору Санџака, па су то и традиционалне посластице од овог цвета. Од 2020. године у Пријепољу се одржава манифестација Севдах уз ружу, између осталог осмишљена и у циљу очувања бошњачке традиције на овим просторима.

## Припрема ђулсије
Састојци (за 1 l сока):
- стаклена тегла
- 1 l воде
- 1 шака ружиних латица (мајске руже, црвене, розе)
- 1-2 лимуна или кесица лимонтуса (10 g)

Припрема:
Цветове руже очистити, са њих скинути латице, добро их опрати и ставити у теглу. Додати сок исцеђен из лимуна или посути лимонтусом. Налити водом до врха тегле, затворити и оставити на сунчаном месту 5–7 дана, повремено мешајући садржај. Након овог времена, извадити  латице, процедити сок, и прелити у стаклену боцу.
Служење:
Овако припремљен сок служи се помешан са водом у односу 1:2 (1/3 сок, 2/3 вода). Шећер се додаје по укусу, при служењу. Шећер се може додати и одмах пошто се сок процеди. На 1 l добијеног сока треба додати 1 kg шећера, промешати, сачекати да се шећер истопи и сипати сок у стаклену боцу. На овај начин добија се сируп од руже, који се при служењу разблажује водом по укусу.
Такође постоји и „инстант” верзија припреме ђулсије, када се латице прелију кључалом водом, оставе два сата да одстоје и након тога се додаје лимун или лимонтус. Шећер се такође додаје по укусу.

## Лековито дејство
Иако сок од руже није лек нити замена за било какву терапију, он обилује хранљивим материјама које могу позитивно утицати на организам. Он има више доказаних здравствених предности, а неке од њих су:
- богат је антиоксидансима, попут флавоноида и полифенола, који помажу у заштити ћелија од оштећења изазваних слободним радикалима,

- помоћ при варењу,
- умирујуће дејство,
- боље здравље коже због антиоксиданаса,
- подршка имунитету,
- диуретичко дејство...[6]